# Невозможно поверить
«Невозможно поверить» или «Невероятное» (англ. Unbelievable) — американский мини-сериал, созданный Сюзанной Грант, Айлет Уолдман и Майклом Шейбоном. Премьера состоялась на платформе Netflix 13 сентября 2019 года. Сериал основан на реальных событиях и рассказывает о серии изнасилований, произошедших в период с 2008 по 2011 года в пригородах Сиэтла и Денвера. Полицейские не поверили первой жертве, допустив таким образом ещё пять последующих преступлений. В главных ролях снялись Кейтлин Девер, Мерритт Уивер и Тони Коллетт.

## Сюжет
Главная героиня сериала, восемнадцатилетняя Мари Адлер, подвергшаяся жестокому изнасилованию, заявив о случившемся с ней в полицию, сталкивается с тем, что её показаниям не верят. Под давлением детективов Мари Адлер отказывается от своих слов и признаёт случившееся с ней выдумкой. Только спустя несколько лет это преступление и ещё череда последующих изнасилований, совершённых серийным насильником, будет раскрыто двумя женщинами-детективами. Сериал основан на статье «Невероятная история изнасилования» Кристиана Миллера и Кена Армстронга, получившей в 2016 году Пулитцеровскую премию.

## В ролях

### Основной состав
- Тони Коллетт — детектив Грэйс Расмуссен, работает в полицейском управлении Вестминстера, штат Колорадо
- Мерритт Уивер — детектив Карен Дюваль, работает в полицейском управлении Голдена, штат Колорадо
- Кейтлин Девер — Мари Адлер, жертва сексуального насилия

### Второстепенный состав
- Эрик Ланж — детектив Паркер
- Билл Фагербакки — детектив Прюитт
- Элизабет Марвел — Джудит, последний опекун Мари
- Бриджит Эверетт — Колин Доггетт, одна из опекунов Мари
- Даниэль Макдональд — Эмбер, жертва сексуального насилия
- Дейл Дикки — Розмари
- Лиза Лапира — Миа, сотрудник полиции
- Омар Маскати — Элиас, стажёр в полицейском управлении
- Остин Хеберт — Макс Дюваль, муж Карен Дюваль, работает в полицейском управлении Вестминстера
- Кай Леннокс — Стив Расмуссен, муж Грейс Расмуссен, работает следователем в Генеральной прокуратуре в Вестминстере
- Блейк Эллис — Крис Маккарти, серийный насильник
- Аарон Стэтон — Кёртис Маккарти, брат Криса Маккарти
- Чарли Макдермотт — Тай, консультант для молодёжи из группы риска
- Брент Секстон — Эл, муж Колин и бывший опекун Мари
- Эннели Эшфорд — Лили, жертва сексуального насилия
- Скотт Лоуренс — Билли Таггарт, специальный агент ФБР
- Шейн Пол Макги — Коннор, бывший парень Мари
- Ник Сирси — детектив Харкнесс
- Брук Смит — Дара Каплан, психотерапевт Мари Адлер
- Джон Биллингсли — судья Брент Гордон

## Эпизоды
| № | Название    | Режиссёр       | Автор сценария                               | Дата премьеры |
| --- | ----------- | -------------- | -------------------------------------------- | ------------- |
| 1 | «1-я серия» | Лиза Холоденко | Сюзанна Грант, Майкл Шейбон, Айелет Вальдман | 13.09.2019    |
| В августе 2008 года в Линвуде, штат Вашингтон, США восемнадцатилетняя Мари Адлер, принимающая участие в социальной программе по адаптации трудных подростков, вызывает полицию и сообщает, что подверглась нападению и сексуальному насилию. В квартиру потерпевшей приезжают детективы Паркер и Прюитт, они уполномочены провести расследование. Полицейские снова и снова заставляют девушку пересказать историю совершённого над ней преступления. Затем её доставляют в больницу, где она проходит осмотр и сбор доказательств, а затем она снова вынуждена повторять свои показания. Полиция собирает улики из квартиры Мари, но почти ничего не находит, на месте преступления идеально чисто, нет следов присутствия постороннего. Отсутствие улик и показания Джудит, бывшего опекуна Мари, о том, что девушка склонна к привлечению к себе внимания всяческими провокационными способами, рождают в детективах сомнения в достоверности показаний Мари. Паркер и Прюитт решают, что заявление Мари — обман, и начинают давить на неё, заставляя отказаться от своих слов. Мари забирает заявление, признаётся, что выдумала изнасилование. Уголовное дело закрыто. Мари лишается доверия друзей и консультантов по программе реабилитации. |             |                |                                              |               |
| 2 | «2-я серия» | Лиза Холоденко | Сюзанна Грант                                | 13.09.2019    |
| Детектив Паркер закрывает дело Мари Адлер, основываясь на полученном от девушки заявлении, что никакого нападения и изнасилования не было, а всё ранее сказанное ею — выдумка. Имя Мари каким-то образом становится известно прессе, и теперь репортёры преследуют её, следят за квартирой. У Мари сдают нервы, возникают трудности на работе, ей сложно сконцентрироваться. Консультанты по социальной программе, в которой участвует девушка, вводят более строгий комендантский час и другие меры для контроля за её передвижениями. Мари пытается навестить Колин, её бывшего опекуна, с которой она очень близка. Но Колин нет дома, а муж Колин, Эл, говорит, что в данных обстоятельствах ему не стоит оставаться наедине с Мари, вдруг и его она оклевещет. Разочарованная и подавленная Мари уходит. В 2011 году детектив Карен Дюваль выезжает на особо тяжкое преступление. Изнасилована Эмбер Стивенсон. От потерпевшей детектив Дюваль узнаёт, что нападавший — мужчина с родимым пятном на икре левой ноги. На месте преступления удивительно чисто, насильник уничтожил все следы своего пребывания в квартире потерпевшей. Муж Карен, Макс Дюваль, который работает в Вестминстерской полиции, сообщает ей, что в Вестминстере есть открытое дело с похожими деталями и предлагает позвонить Грейс Расмуссен, детективу, ведущему расследование. Грейс Расмуссен проводит ночное наблюдение за местом преступления и замечает подозрительного мужчину с рюкзаком. |             |                |                                              |               |
| 3 | «3-я серия» | Лиза Холоденко | Сюзанна Грант                                | 13.09.2019    |
| Мари Адлер ошеломлена негативными постами в её адрес в социальных сетях. Также она узнаёт, что полиция предъявила ей обвинение в лжесвидетельстве. Ей предстоит суд. Мари опасается, что её исключат из программы реабилитации, лишат социального жилья. В Колорадо в 2011 году детектив Расмуссен определила, что мужчина, за которым она следила, не является насильником. Детектив Дюваль едет знакомиться с детективом Расмуссен, так как дела об изнасилованиях, которые ведут детективы, идентичны. Детективы Дюваль и Расмуссен навещают жертву по делу Расмуссен, Сару. После детективы решают объединить свои расследования и работать над обоими делами вместе. Дюваль предполагает, что их подозреваемый знает об особенностях работы полицейских департаментов в США: департаменты разных округов не делятся друг с другом информацией. Именно поэтому он совершает только одно преступление на территории работы одного департамента, чтобы полиция не поняла, что эти нападения — дело рук серийного насильника. Дюваль и Расмуссен проводят всю ночь, просматривая дела об изнасиловании в Колорадо за последние шесть лет и звоня назначенным детективам для получения дополнительных подробностей. Дюваль находит видео белого пикапа, который может принадлежать насильнику, а Расмуссен находит ещё один похожий случай в соседнем городе Орора, штат Колорадо. |             |                |                                              |               |
| 4 | «4-я серия» | Майкл Диннер   | Майкл Шейбон, Айелет Вальдман                | 13.09.2019    |
| У Мари Адлер должен состояться суд, девушка очень напугана и растеряна, так как ей грозит реальное наказание. Её адвокат, Дональд Хьюз, очень удивлён, что полиция подала в суд на Мари Адлер за ложное обращение. Адвокат отмечает, что полиция почти никогда не предъявляет обвинений в таких случаях, и обещает проработать с прокурором сделку о признании вины, в таком случае последствия для Мари будут легче. Во время визита к своим опекунам, Колин и Элу, Мари видит по телевизору репортаж о женщине, которая была изнасилована в Киркленде. Детали происшествия очень похожи на то, что рассказывала Мари. Колин понимает: всё, о чём рассказывала Мари, правда. Она уговаривает девушку связаться со следователем, ведущим новое дело. Но Мари боится снова иметь дело с полицией и отказывается. Детективы Дюваль и Расмуссен рассматривают возможность того, что нападавший — офицер полиции. Расмуссен просит своего мужа Стива, который работает в Генеральной прокуратуре, поделиться информацией о сотрудниках полиции, связанных с домашним насилием, но тот отказывается. Дюваль и Расмуссен узнают о ещё одном совершённом преступлении в пригороде Денвера и обращаются за помощью в ФБР. |             |                |                                              |               |
| 5 | «5-я серия» | Майкл Диннер   | Дженифер Шуур                                | 13.09.2019    |
| Менеджер магазина, в котором работает Мари Адлер, из-за шумихи в прессе, связанной с именем девушки, переводит её из торгового зала, где Мари работала ранее, на склад. Там Мари сталкивается с грубым и агрессивным поведением со стороны коллеги-мужчины. Мари в панике выбегает из помещения склада и встречает своего друга Коннора, который приехал встретить её. Мари от отчаяния срывается на Коноре, кричит на него. Итогом инцидента становится увольнение Мари с работы. В Колорадо в 2011 году детектив Расмуссен берёт показания у Лили, ещё одной жертвы нападения, которая спаслась, спрыгнув с балкона второго этажа. Лили утверждает, что детектив Харкнесс, расследовавший её дело, был крайне пренебрежителен и халатен, многое упустил, а главное — не верил пострадавшей. Детектив Карен Дюваль всё больше склоняется к версии, что насильник знаком с полицейским делопроизводством, поэтому его так сложно поймать. У детективов Расмуссен и Дюваль появляется подозреваемый — полицейский Джеймс Мэсси. |             |                |                                              |               |
| 6 | «6-я серия» | Майкл Диннер   | Бэки Мод                                     | 13.09.2019    |
| В 2008 году в Вашингтоне Мари Адлер в суде признаёт свою вину. Ей назначается наказание в виде условного срока и штраф в 500 долларов США. Судимость будет снята через год, если Мари не совершит повторного преступления. Расстроенная несправедливостью происходящего и тем, что испытательный срок ограничивает её свободу, Мари возвращается жить в дом своего опекуна Джудит, которая одалживает ей деньги для оплаты штрафа. В результате следственных действий Грейс Расмуссен выясняет, что хоть Джеймс Мэсси очень плохой человек и полицейский, но он не разыскиваемый насильник. Полиция идентифицирует автомобиль, который находился рядом с несколькими местами преступлений, и собирает подробную информацию о владельце, Кристофере Маккарти. Детективы Дюваль и Расмуссен устанавливают слежку за домом Маккарти. Выясняется, что в доме проживают два брата Маккарти, оба они становятся подозреваемыми. |             |                |                                              |               |
| 7 | «7-я серия» | Сюзанна Грант  | Сюзанна Грант, Бэки Мод                      | 13.09.2019    |
| Мари Адлер начинает проходить курс психотерапии, назначенной ей судом. Девушка не настроена на установлении контакта, но в конце концов психотерапевт выводит Мари на разговор на темы, не связанные напрямую с нападением. Обсуждая сюжеты фильмов, Мари признаёт, что её первоначальное заявление о сексуальном насилии было правдой, но полиция вынудила её отказаться от него. Психотерапевт верит Мари и спрашивает, что бы Мари сделала по-другому, если бы могла вернуться в прошлое. Мари отвечает, что она солгала бы снова, но убедительнее, потому что облечённые властью люди не любят правду, если она им неудобна. В 2011 году полиция Колорадо арестовывает братьев Маккарти по подозрению в многочисленных нападениях и изнасилованиях. Позднее специальный агент ФБР Таггарт и детектив Дюваль находят улики, связывающие Криса Маккарти с многочисленными сексуальными нападениями и указывающие на полную непричастность его брата, Кертиса Маккарти. Расмуссен и Дюваль изучают вещественные доказательства, найденные в доме Маккарти, и находят фотографии Мари Адлер. |             |                |                                              |               |
| 8 | «8-я серия» | Сюзанна Грант  | Сюзанна Грант                                | 13.09.2019    |
| Детектив Расмуссен отправляет фотографии Мари Адлер, найденные в архивах арестованного Маккарти, детективу Паркеру, который понимает, как ошибся, не поверив в своё время Мари. Детектив Паркер сообщает Мари, что Крис Маккарти арестован, и передаёт ей чек в размере 500 долларов в качестве возмещения за штраф, присуждённый Мари за ложное обращение в полицию. Но Мари не удовлетворена подобным «извинением» и подаёт в суд на полицию города Линнвуд, а её адвокат в итоге добивается предложения со стороны властей города о компенсации в размере 150 000 долларов и официальных извинений. Адвокат уверен, что можно получить больше, но Мари соглашается, не торгуясь. Мари покупает машину и собирается уехать из города, начать жизнь на новом месте, без тяжёлых воспоминаний. По дороге она сначала останавливается в полицейском участке, чтобы сказать детективу Паркеру, что никто лично так и не извинился перед ней. Подавленный и мучимый совестью детектив Паркер приносит девушке свои извинения, а его коллега, детектив Прюитт, молча стоит рядом. Затем уже с пляжа Мари Адлер звонит детективу Карен Дюваль и сердечно благодарит её за то, что она поймала Маккарти, распутала это сложное дело и тем самым дала Мари шанс на новую жизнь. Маккарти признаёт себя виновным, но отказывается предоставить полиции пароль к своему жёсткому диску, возможно содержащему доказательства дополнительных преступлений. Вопреки просьбе насильника об исключении его контактов с жертвами, судья допускает их в зал суда и выслушивает показания. В итоге судебного заседания Маккарти приговорен к 327 с половиной годам тюремного заключения. |             |                |                                              |               |

### Отзывы критиков
По отзывам агрегатора Rotten Tomatoes фильм имеет рейтинг одобрения 98 % на основе 82 отзывов, со средним рейтингом 8,6/10. Отзыв на сериал на данном сайте звучит так: «Душераздирающая и мощная, рассказанная с изяществом и серьёзностью история реального преступления и последующей жизни людей, переживших преступление, над ними совершённое». На Metacritic сериал имеет оценку 83 из 100, основанную на 25 отзывах, что указывает на «всеобщее признание».
17 октября 2019 года компания Netflix объявила, что сериал «Невозможно поверить» посмотрели более 32 миллионов зрителей после его выхода на их платформе.

## Награды и номинации
- 2019 — две номинации на премию «Спутник»: лучший мини-сериал или телефильм, лучшая женская роль второго плана в сериале, мини-сериале или телефильме (Тони Коллетт).
- 2020 — премия Американского института киноискусства за лучшую телепрограмму года.
- 2020 — 4 номинации на Прайм-таймовую премию «Эмми»: лучший мини-сериал, лучший сценарий для мини-сериала или телефильма, лучшая женская роль второго плана в мини-сериале или телефильме (Тони Коллетт), лучший кастинг для мини-сериала или телефильма.
- 2020 — номинация на премию Гильдии киноактёров США за лучшую женскую роль в мини-сериале или телефильме (Тони Коллетт).
- 2020 — номинация на телевизионную премию BAFTA за лучший зарубежный телесериал.
- 2020 — 4 номинации на премию «Золотой глобус»: лучший мини-сериал или телефильм, лучшая женская роль в мини-сериале или телефильме (Мерритт Уивер и Кейтлин Девер), лучшая женская роль второго плана в мини-сериале или телефильме (Тони Коллетт).
- 2020 — номинация на премию Гильдии сценаристов США за лучший адаптированный сценарий — длинная форма.
- 2020 — премия «Выбор критиков» за лучшую женскую роль второго плана в мини-сериале или телефильме (Тони Коллетт), а также 3 номинации: лучший мини-сериал, лучшая женская роль в мини-сериале или телефильме (Мерритт Уивер и Кейтлин Девер).